# Língua quapaw
Quapaw, ou Arkansas, é uma língua Sioux falada pelo povo Quapaw, originalmente numa região do que é hoje o estado de Arkansas, sendo falada hoje em Oklahoma, Estados Unidos.
É semelhante ao outras línguas Dhegihanas: Kansa, Omaha-Ponca, Osage]] e Ponca
|thumb|left|Área onde se fala Balangao – conf. Etnologue]]

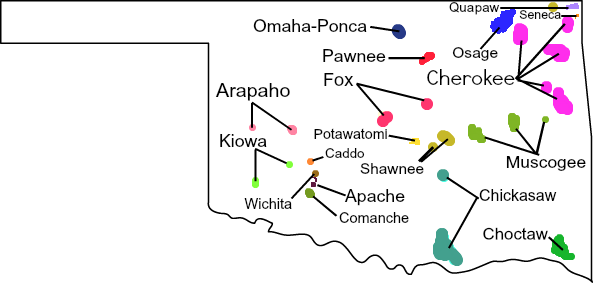
Mapa das línguas nativas de Oklahoma

A língua de Quapaw está bem documentada em notas de campo e publicações de muitos linguistas, incluindo George Izard em 1827, de Lewis F. Hadly em 1882, de James Owen Dorsey, do século XIX, em 1940 por Frank T. Siebert e, na década de 1970, pelo linguista Robert Rankin.
A língua Quapaw não se ajusta bem à fonética da língua inglesa, e um sistema de escrita para o idioma não foi formalmente adotado. Todo o material de origem existente na linguagem utiliza diferentes sistemas de escrita, tornando a leitura e a compreensão do idioma difíceis para o iniciante. Para abordar esta questão, um dicionário on-line da linguagem Quapaw está sendo compilado, que incorpora todo o material-fonte existente que se sabe existir em um documento usando uma versão do IPA que foi adaptada para língua Sioux.

## Fonologia

### Consoantes
|             |             | Bilabial | Dental | Alveolar | Postalveolar | Velar | Glotal |
| ----------- | ----------- | -------- | ------ | -------- | ------------ | ----- | ------ |
| Plosiva     | normal      | p pː     | t tː   |          |              | k kː  | ʔ      |
| Plosiva     | aspirda     | pʰ       | tʰ     |          |              | kʰ    |        |
| Plosiva     | glotalizada |          | tʼ     |          |              | kʼ    |        |
| Plosiva     | Fortis      | b        | d      |          |              |       |        |
| Fricativa   | normal      |          |        | s        | ʃ            | x     | h      |
| Fricativa   | glotalizada |          |        | sʼ       | ʃʼ           | xʼ    |        |
| Fricativa   | Fortis      |          |        | z        | ʒ            |       |        |
| Nasal       | Nasal       | m        |        | n        |              |       |        |
| Aproximante | Aproximante | w        |        |          |              |       |        |

### Vogais
|              | Anterior | Posterior |
| ------------ | -------- | --------- |
| Fechada      | i ĩ      |           |
| Medial       | e        |           |
| Meio fechada |          | o õ       |
| Aberta       | a ã      |           |

## Revitalização
Ardina Moore dá aulas de língua Quapaw na tribo. A partir de 2012, as aulas de idiomas da Quapaw estão disponíveis on-line ou por DVD.
Um léxico de áudio online da língua Quapaw está disponível no site tribal para ajudar os alunos. O léxico incorpora áudio de falantes nativos que nasceram entre 1870 e 1918.
O 2º Encontro Anual de línguas Dhegiha em 2012 reuniu falantes de Quapaw, Osage, Kaw, Ponca e Omaha para compartilhar melhores práticas de revitalização da linguagem. A Quapaw Tribal Youth Language and Cultural Preservation Camp teaches the language to children, and the Quapaw Tribal Museum offers classes for adults.